# (29180) 1990 SW1
(29180) 1990 SW1 est un astéroïde aréocroiseur découvert en 1990.

## Description
(29180) 1990 SW1 a été découvert le 22 septembre 1990 à l'observatoire Palomar, situé au nord de San Diego en Californie, par Brian P. Roman.

### Caractéristiques orbitales
L'orbite de cet astéroïde est caractérisée par un demi-grand axe de 2,36 ua, un périhélie de 1,66 ua, une excentricité de 0,29 et une inclinaison de 25,42° par rapport à l'écliptique. Du fait de ces caractéristiques, à savoir un demi-grand axe inférieur à 3,2 ua et un périhélie compris entre 1,3 et 1,666 ua, il croise l'orbite de Mars et est classé, selon la JPL Small-Body Database, comme astéroïde aréocroiseur (aréo venant de Arès).

### Caractéristiques physiques
(29180) 1990 SW1 a une magnitude absolue (H) de 14,3 et un albédo estimé à 0,219.